# ザッツ★マジックアワー ダメ男ハワードのステキな人生
『ザッツ★マジックアワー ダメ男ハワードのステキな人生』（The Great Buck Howard）は、2008年に製作されたコメディ映画である。

## 概要
トム・ハンクスが製作、息子コリン・ハンクスが主演を務めた。実力派俳優のジョン・マルコヴィッチがかつて脚光を浴びるも、年を重ねて人気も陰り始めたメンタリスト（奇術師）をユーモラスかつ繊細に演じている。ちなみにマルコヴィッチが演じたメンタリストの“バック・ハワード”は、1970年代に活躍した超能力者のクレスキンにヒントを得ている。本作で製作を務めているハンクスは、劇中でも主人公の父親役で出演した。日本では劇場未公開でDVDでリリースされたのみである。米国ではサンダンス映画祭においてプレミア上映された。

## ストーリー
法律学校へ通い、将来も約束されたかのように見える主人公トロイ（コリン・ハンクス）。彼の父親であるゲイブル氏（トム・ハンクス）も同じように法律学校を卒業し、順風満帆な人生を送っているのは重々承知だが、そんな父親の敷いたレールに身を任せた人生に疑問を感じたトロイは、法律学校の試験を突然ボイコット。そのまま学校を中退し、新たな人生を模索し始めたさなか、新聞広告に“付き人募集”の広告欄を目にする。エンターテイメントビジネスも面白そうだとトロイはその広告に早速応募。いざ面接へ向ってみると、そこへかつては一世を風靡した自称メンタリストのバック・ハワード（ジョン・マルコヴィッチ）がさっそうと現れる。マネージャーのジル（リッキー・ジェイ）から簡単な概要を説明され、ハワードからも気に入られたトロイは早速彼の付き人として採用されることに。そのうち軽い気持ちで始めた付き人生活も、いつしかハワード一色の生活に変わり始める。地味な地方公演しか行わず、ことあるごとにかつては人気トーク番組などへ出演して脚光を浴びていたという自慢話をチラつかせるハワードだが、今となっては明らかにその人気も下降気味だった。父親からの猛反対を受けながらもハワードの付き人として慣れ始めてきたトロイ。ある日、かつての栄光を取り戻そうと3年がかりで準備したという新技を引っ提げて足を運んだ地方都市で、ヴァレリー（エミリー・ブラント）という名の広報担当係も加わりショーを始めるのだが…。

## 出演者
※括弧内は日本語吹替
- バック・ハワード - ジョン・マルコヴィッチ（永田博丈）
- トロイ・ゲイブル - コリン・ハンクス（小野塚貴志）
- ヴァレリー・ブレナン - エミリー・ブラント（永木貴依子）
- ケニー - スティーヴ・ザーン（小柳基）
- ジル - リッキー・ジェイ（小川隆市）
- トロイの父 - トム・ハンクス（中村浩太郎）
- アラン - アダム・スコット（杉山大）
- ジョナサン - グリフィン・ダン
- ラッセル - マシュー・グレイ・ギュブラー
- マイケル - パトリック・フィシュラー（里卓哉）

その他の声の吹き替え
古宮吾一／新田万紀子／橘凛／東城光志／栗田かおり／渡辺育子／喜多康平／新田綾香

### 本人役
- ジョージ・タケイ
- コナン・オブライエン
- ジェイ・レノ
- マーサ・スチュワート
- トム・アーノルド
- マイケル・ウィンスロー
- ゲーリー・コールマン
- ジョン・スチュワート
- レジス・フィルビン
- デヴィッド・ブレイン

## スタッフ
- 監督・脚本：ショーン・マッギンリー
- 製作：トム・ハンクス、ゲイリー・ゴーツマン
- 撮影：タク・フジモト
- 音楽：ブレイク・ニーリー
- 編集：マイロン・カースタイン

## 評価
レビュー・アグリゲーターのRotten Tomatoesでは94件のレビューで支持率は71%、平均点は6.40/10となった。Metacriticでは25件のレビューを基に加重平均値が63/100となった。